# Katedra Świętych Apostołów Piotra i Pawła w Brnie

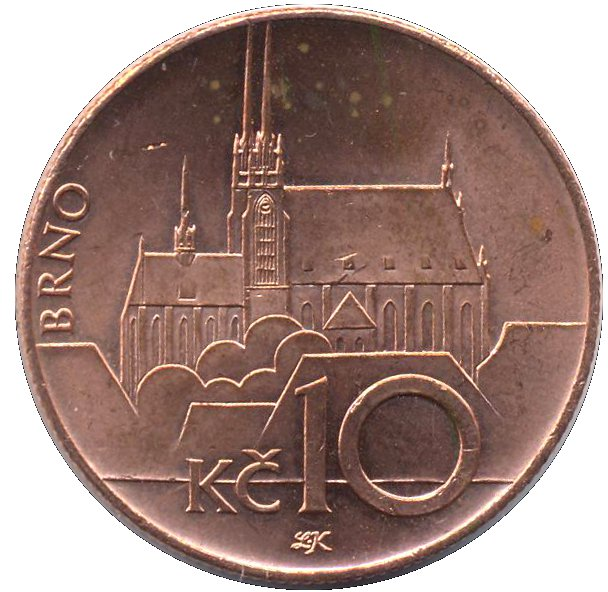
Moneta z sylwetką katedry

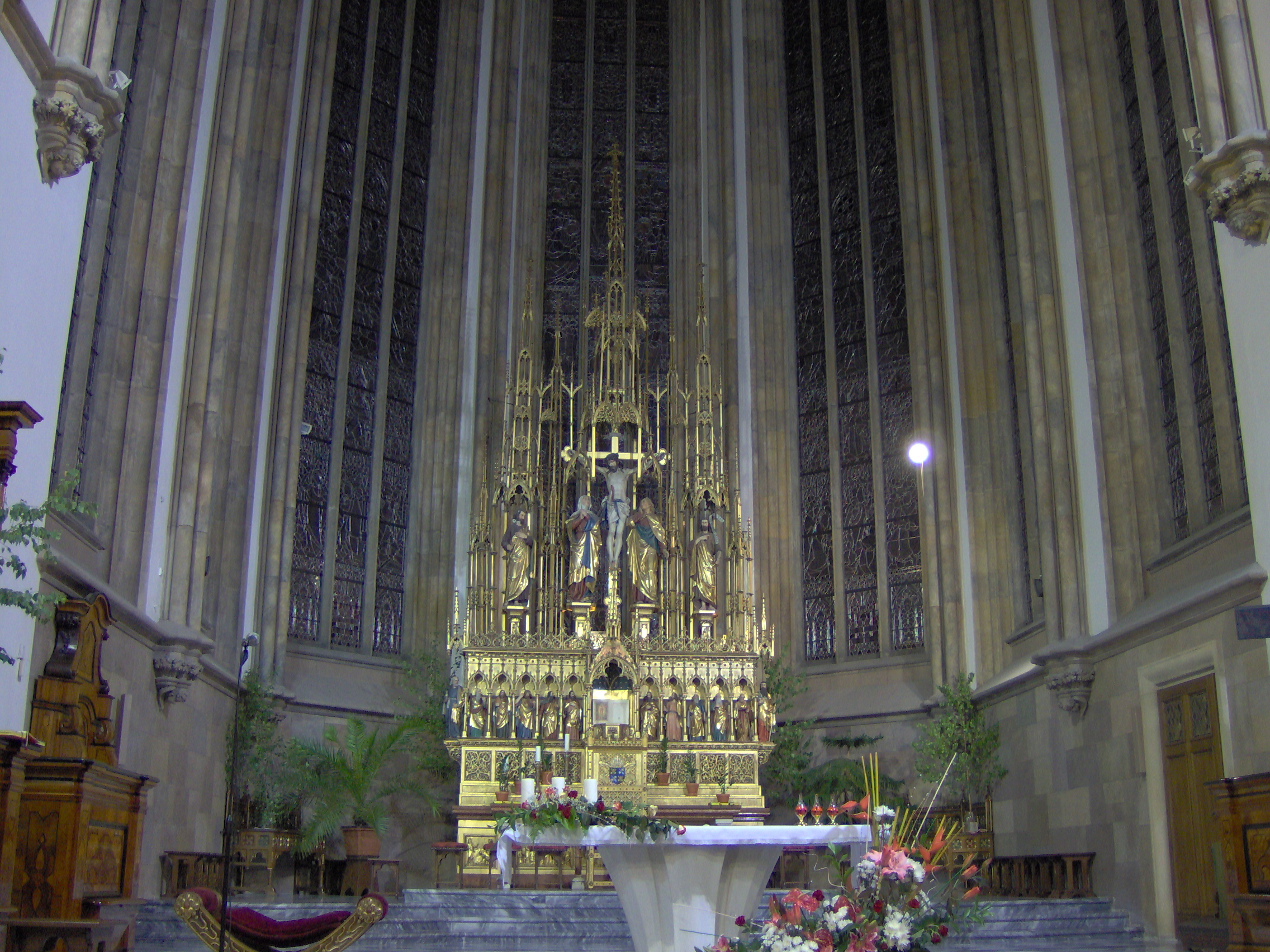
Ołtarz główny

Katedra Świętych Apostołów Piotra i Pawła (czes. Katedrála svatého Petra a Pavla, Petrov) – katedra w Brnie, w Czechach, główna świątynia diecezji brneńskiej. 
Zbudowana najprawdopodobniej na miejscu pierwszego zamku w Brnie z XII wieku na szczycie wzgórza Petrov. Oryginalnie zbudowana w stylu romańskim została przebudowana w XIII wieku w stylu gotyckim. Przez kolejne przebudowa zatraciła czystość stylu architektonicznego – obecna forma to efekt przebudowy z przełomu XIX i XX stulecia, gdy nadano budynkowi neogotycki styl i ukończono wieże. Do zwiedzania przeznaczone jest barokowe wnętrze katedry, wieże ze skarbcem i krypta (jedyna zachowana romańska część kościoła) z ekspozycją dotyczącą historii katedry. Z wież rozciąga się widok na stare miasto. Sylwetka świątyni rozpoznawalna m.in. dzięki umieszczeniu jej na monecie 10-koronowej, jest jednym z symboli miasta.